# Проституция

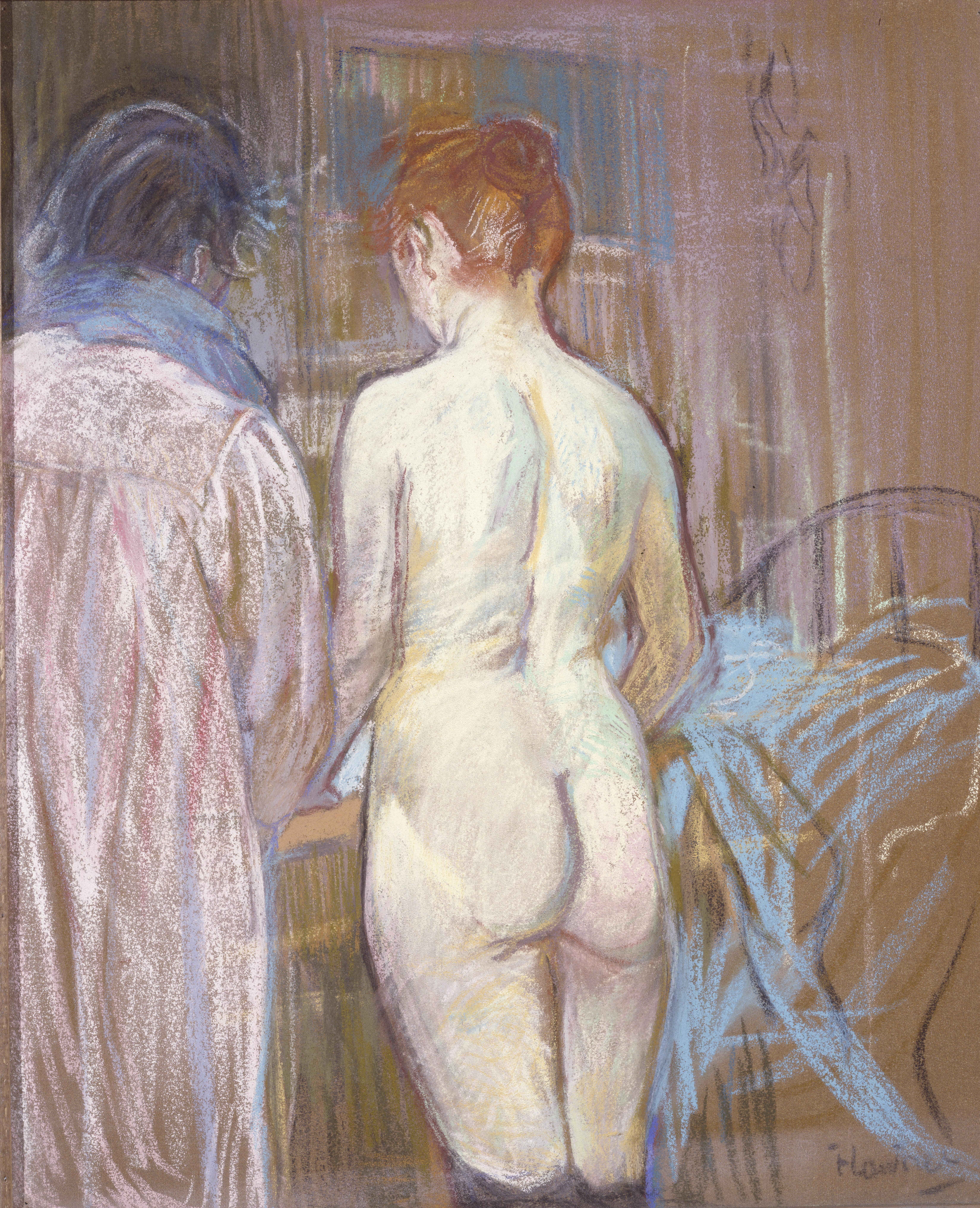
«Проститутки».
А. Тулуз-Лотрек, ок. 1893—1895
наждачная бумага, пастель
Музей искусств Далласа, Техас

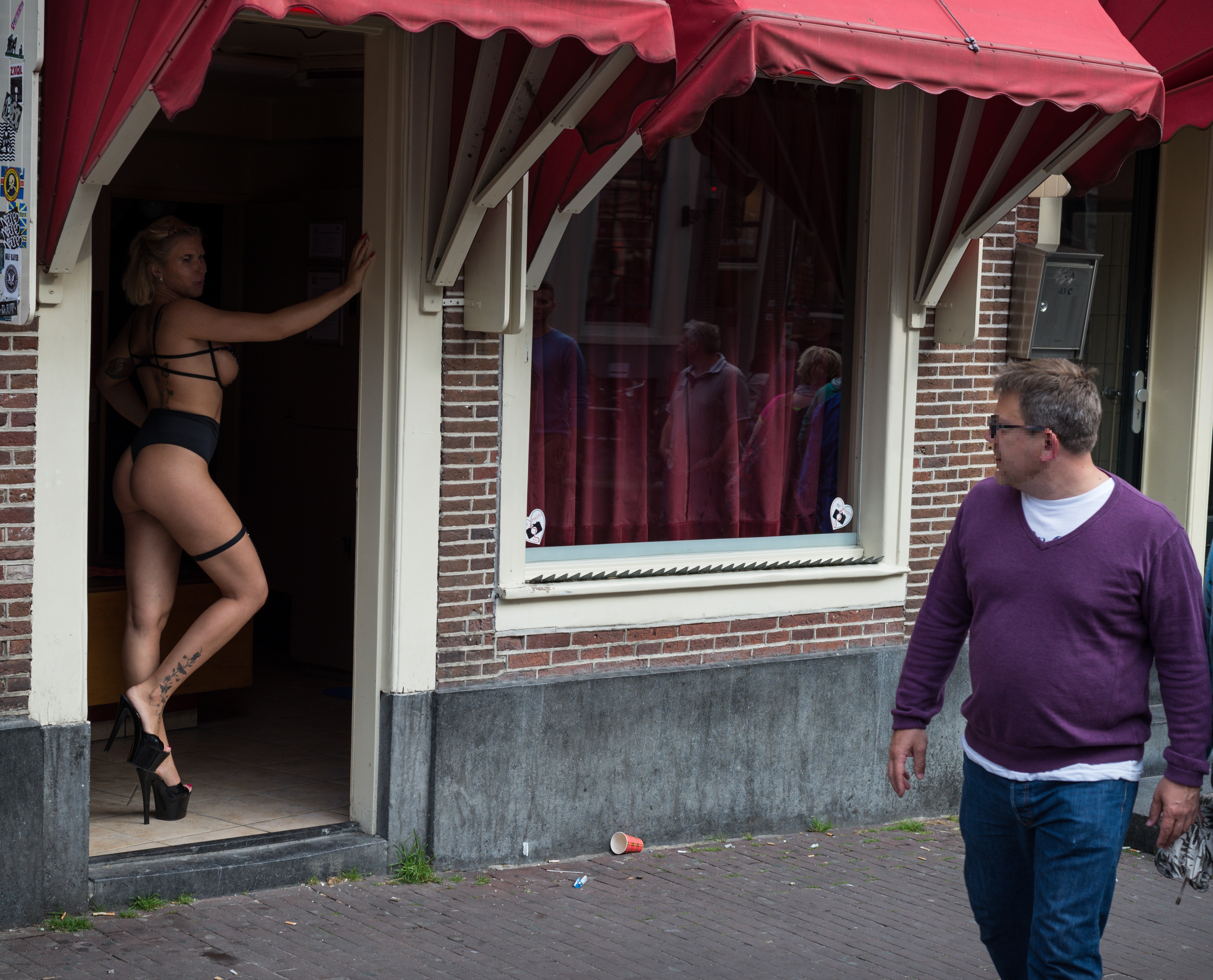
Амстердам

Проститу́ция (от лат. prostitutio — буквально «выставлять впереди (напоказ); выставляю для разврата, бесчещу») — оказание сексуальных услуг за плату.
Проституция является одной из форм коммодификации секса в секс-индустрии (денежная оценка того, что нельзя приобрести за деньги, конвертация «ценности» в «цену»).
В настоящее время в различных странах и культурах отношение к самой проституции неодинаково: в одних она считается нормальным явлением и законным видом коммерческой деятельности, в других — правонарушением, в третьих — преступлением.
Однако отношение к детской проституции почти повсеместно — враждебное во всех смыслах.
Различают принудительную проституцию (проституция в результате принуждения, вид сексуального рабства) и добровольную проституцию, которую принято называть секс-работой. В научной литературе в настоящее время используется не имеющий негативной окраски термин секс-рабо́тник, а проституция определяется как профессия в секс-индустрии.
Принудительная проституция связана с контролем над людьми, которых путем изнасилования, избиения и пыток заставляют оказывать секс-услуги. Проституция зачастую обладает признаками торговли людьми.
Кроме термина проститу́тка используются различные эвфемизмы: «жрица любви», «девица лёгкого поведения», «ночная бабочка» и т. д. Также проституткой в переносном значении могут назвать любого продажного, беспринципного человека, который за оплату всегда готов предоставлять любые услуги, противоречащие морали или принятым правилам поведения, менять свои мнения, оценки, суждения.
Существуют три законодательных подхода к проституции (криминализация, декриминализация, легализация).

## Точки зрения на проституцию
С точки зрения морали существуют три основных определения проститутки в добровольной проституции:
- проститутка считается жертвой общества (аболиционизм);
- проститутка считается секс-работницей;
- проститутка считается преступницей

Проститутка - жертва общества (аболиционизм)
Сторонники аболиционизма утверждают, что большинство проституток принуждается к проституции:
- напрямую сутенёрами и торговцами людьми
- косвенно из-за бедности, отсутствия образования и возможностей трудоустройства, наркозависимости и других личных проблем (попаданию в проституцию способствуют  патриархальные социальные структуры с властными отношениями между мужчинами и женщинами).

Поэтому аболиционизм считает любую форму проституции нарушением прав человека, оскорблением женственности, и утверждает, что проституцию нельзя считать достойным трудом, таким образом призывая к такому виду законодательного подхода к проституции, как криминализация.
Проститутка секс-работник
Сторонники признания проституции трудом считают, что проститутки сделали свободный выбор заниматься проституцией, поэтому называют проституцию секс-работой и применяют к ней такие законодательные подходы, как легализация и декриминализация проституции. Германия, Нидерланды и Новая Зеландия полностью легализовали проституцию.
Сторонники декриминализации утверждают, что отмена уголовных санкций, связанных с секс-бизнесом, создаёт более безопасную среду для секс-работников и помогает бороться с секс-траффикингом. Противники декриминализации утверждают, что она не предотвратит торговлю людьми (или даже увеличит её масштабы) и может подвергнуть секс-работников большему риску. Фактические данные из метаанализа в PLOS Medicine свидетельствуют о том, что декриминализация приводит к снижению насилия и вреда здоровью для секс-работников.
Данные из других источников указывают на невозможность разделить проституцию и торговлю людьми, поэтому критики модели легализации, опираясь на статьи в рецензированных научных журналах,  указывают на то, что легализация может увеличить спрос на услуги проституток и усугубить проблему эксплуатации женщин.
Международные организации, в том числе Объединённая программа ООН по ВИЧ/СПИД (ЮНЭЙДС), Всемирная организация здравоохранения (ВОЗ), Международная амнистия, Хьюман Райтс Вотч, Фонд Организации Объединенных Наций в области народонаселения (ЮНФПА) и медицинский журнал The Lancet призвали страны декриминализировать секс-бизнес в рамках глобальных усилий по борьбе с эпидемией ВИЧ/СПИД и обеспечению доступа секс-работников к услугам здравоохранения. Неправительственная общественная организация Amnesty International, глобальное движение, защищающее людей от жестокого обращения, начала (2015 год) проводить политику, требующую, чтобы все страны декриминализировали секс-работу.
Критика взгляда на добровольную проституцию как на трудовые отношения заключается в том, что общепринятый труд не приносит такого ущерба для здоровья трудящегося и его душевного состояния, как проституция.
Признание проституции трудом является одной из форм коммодификации и предметом исследований в экономической социологии.
Проститутка-преступница
Сторонники признания проститутки преступницей применяют к ним такой законодательный подход, как криминализация проституции.

## Законодательные подходы к проституции

Декриминализация - проституция не является уголовно наказуемой
Легализация - проституция легальна и регулируется законом
Аболиционизм - индивидуальная проституция легальна, организованные формы (бордель, сутенёрство) запрещены; регулирование отсутствует
Неоаболиционизм - запрещены покупка сексуальных услуг и организованные формы, продавать сексуальные услуги разрешено
Прогибиционизм - проституция запрещена законом
Легальность различается в зависимости от местного (муниципального) регулирования

В этом разделе терминология в основном следует докладу «Интернациональные подходы к декриминализации и легализации проституции» Новозеландского Министерства юстиции. Это не единственная возможная классификация, однако она даёт представление о наборе имеющихся подходов.

#### Криминализация
Государства, криминализующие проституцию, исходят из того, что проституция является злом и должна быть прекращена. Как законодательный, так и реальный уровень толерантности в таких системах может значительно различаться — например, проституция может быть формально запрещена, но фактически почти не преследоваться; или разные связанные с проституцией акты могут подлежать наказанию, но при этом реальным арестам могут подвергаться подавляющим образом проститутки, а не сутенёры или клиенты (так обстоит дело во многих областях США; например, за 12 месяцев с марта 2009 по февраль 2010 в городе Пеория, штат Иллинойс (112 тысяч жителей) было арестовано 14 проституток и 2 клиента).
Существуют три основных разновидности криминализации:
- Запретительная криминализация: любая деятельность, связанная с продажей секса, запрещена. Покупка секса может быть (большая часть США) или не быть (Россия) преступлением (запретительная стратегия — наиболее частая в мире. Примеры: Россия, большая часть США, Буркина-Фасо, Суринам и многие другие)
- Аболиционистская криминализация: продажа и покупка секса как таковые не является преступлением, однако запрещено сутенёрство, содержание борделей, вовлечение в проституцию, покупка секса у несовершеннолетних и т. д. (примеры: Бельгия, Канада, Индия и др.)
- Криминализация клиента («Шведская модель»): продажа секса легальна, однако организация проституции и покупка секса наказуемы. Таким образом, в любом акте проституции всегда есть преступник — клиент. Подход впервые появился в 2000-х годах и применяется в немногих странах: Швеции (с 1999 г.), Норвегии и Исландии (с 2009 г.), Канаде (с 2014 г.), Ирландии (с 2015 г.), Франции (с 2016 г.), Северной Ирландии (с 2017 г.). В начале 2010 года обсуждалось принятие этой стратегии также Данией.

#### Декриминализация
Как и при легализации, проституция разрешена. Разница между  декриминализацией (добровольная проституция не запрещается, но и не регулируется государством) и легализацией в том, что при декриминализации не существует специальных механизмов, созданных для контроля исключительно за проституцией. 
Другой аспект различия — в целях государства. Регулирование проституции при легализации стремится сохранить удобный, по мнению граждан и чиновников, общественный порядок (например, сделать определённые районы городов свободными от проституции); декриминализация проституции не стремится к подобным целям и не выделяет проституцию как некую особенную деятельность. На каком-то уровне, впрочем, разница между легализацией и декриминализацией состоит в степени регулирования проституции государством (примеры: австралийский штат Новый Южный Уэльс, Новая Зеландия).
Среди крупных международных организаций с призывами к декриминализации выступает Amnesty International. Она исходит из того, что криминализация делает условия жизни секс-работниц менее безопасными, не позволяет им получить защиту со стороны полиции и обеспечивает безнаказанность нарушителям их прав.

#### Легализация
Проституция разрешена, но строго регулируется государством с помощью специфических, направленных исключительно на проституцию, мер (примеры: Голландия, Швейцария, большая часть Австрии, часть штатов Австралии, и др.).

##### Опыт легализации

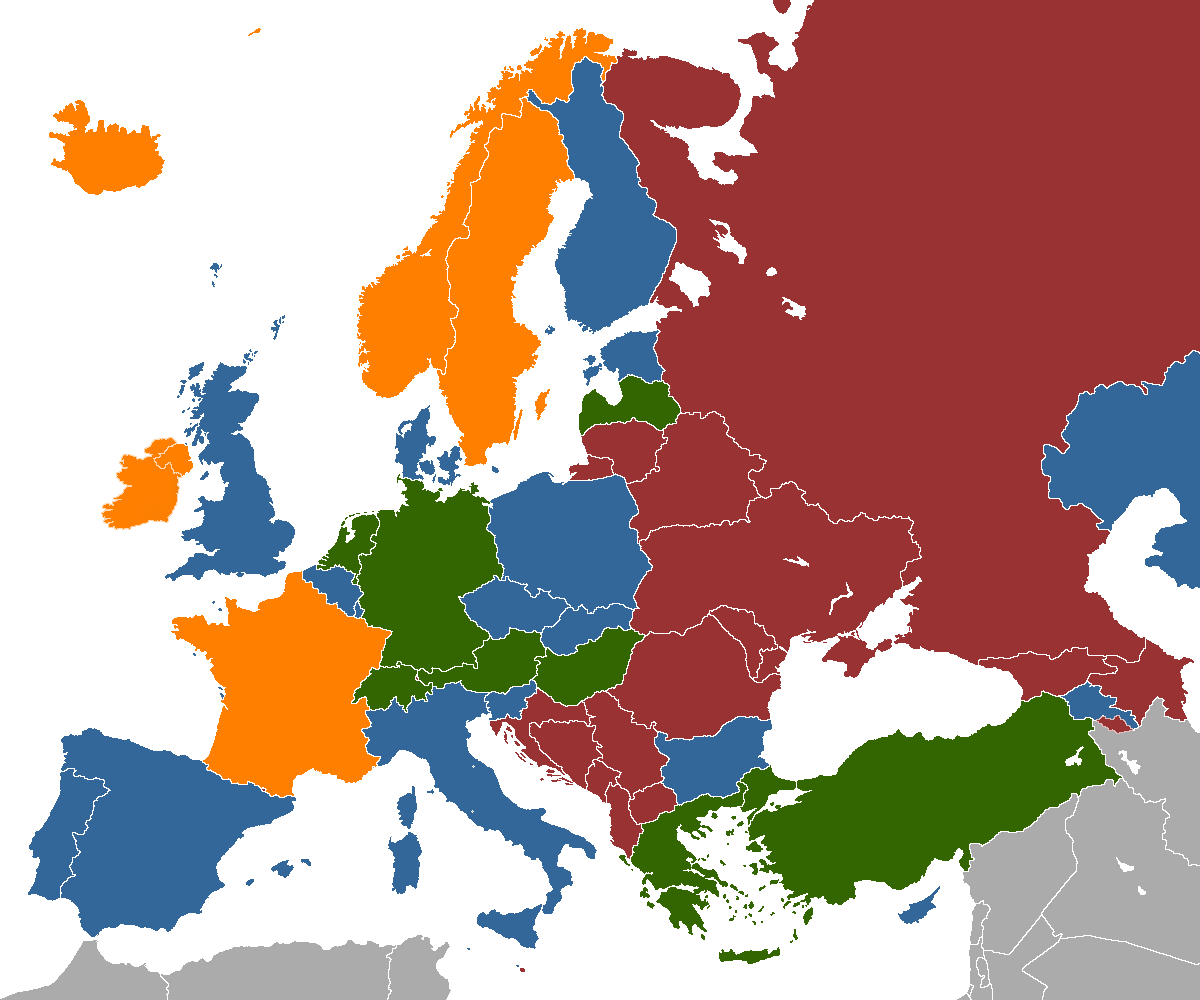
Проституция легальна
Запрещены бордели и сутенёрство
Запрещено приобретение секс-услуг
Проституция запрещена
Нет данных

Проституция легализована в Турции — проститутки официально регистрируются и могут работать.
С 2000 года проституция легализована в Нидерландах — разрешено открывать публичные дома. Официально зарегистрированные проститутки имеют все гражданские права работающих, в том числе получают социальные пособия.
В 2002 году проституция легализована в Германии для граждан Евросоюза.
Смягчение законодательства в отношении проституции произведено также в Швейцарии, Италии, Венгрии, Новой Зеландии, Австралии.
Значительные различия в отношении к проституции в разных странах привели к появлению такого явления, как секс-туризм. Европейцы и американцы ездят в секс-туры, главным образом, в азиатские страны (Таиланд, Южная Корея, Филиппины, Шри-Ланка), в Латинскую Америку и Восточную Европу.

## Формы продажи секса

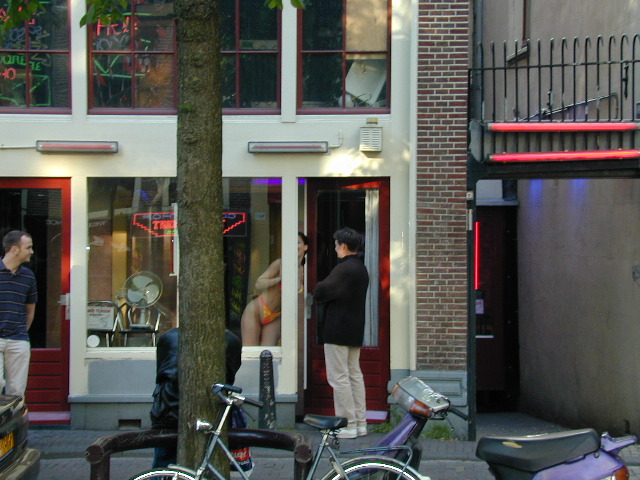
Клиент договаривается об услугах с проституткой в районе красных фонарей Амстердама (Де Валлен)

Различают формы продажи секса через:
- сутенёров — мужчин, обеспечивающими (в той или иной мере) безопасность проституток и поставляющими им клиентов. Сутенёрской деятельностью также могут заниматься и женщины.
- публичные дома, в которых может использоваться термин секс-работник, чтобы избежать стигмы, связанной со словом проститутка и отмежеваться от понятия сексуальная эксплуатация.

В XIX веке добавляется деятельность государства, направленная на установление некоего контроля над этой сферой жизни — с целью уменьшения её криминогенности, изъятия части доходов и препятствования лавинообразному распространению венерических заболеваний: вводятся те или иные формы лицензирования проституции (в царской России документ, удостоверяющий, что его хозяйка занимается продажей секса, назывался «жёлтым билетом»).
В разное время в законодательствах разных стран предпринимались попытки криминализации проституции как таковой. В настоящее время в некоторых странах мира уголовная ответственность за занятия проституцией отсутствует. Во всех странах, однако, сохранено уголовное наказание за вовлечение в занятия проституцией несовершеннолетних и лиц с ограниченными умственными способностями, за принуждение к занятиям проституцией; в некоторых странах (в том числе в России) уголовно наказуемой является организация проституции как бизнеса.

## История проституции

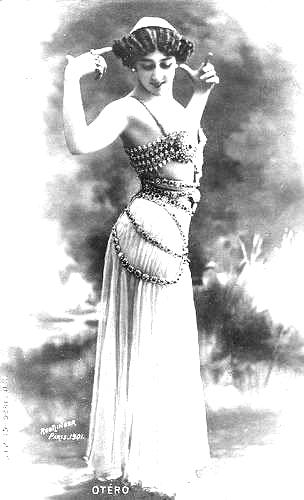
Прекрасная Отеро — известная испанская танцовщица, актриса и куртизанка

Проституция современного вида (коммерческая) появляется в городском обществе, когда женщина освобождается от власти рода и может сама выбирать партнёра по сексу. По мнению ряда исследователей, проституции коммерческой предшествовали формы так называемой религиозной и патриархальной (гостеприимной) проституции, которые собственно проституцией не являлись и имели культовое значение.

## Проституция в различных странах

### Проституция в Азии
Главной характеристикой отношения к проституции в Азии является очень большое несоответствие между существующими законами и тем, что происходит на практике. Например, в Таиланде проституция незаконна, но на практике допустима и частично регулируется, а страна является популярным местом для секс-туризма. Подобная ситуация распространена во многих странах Азии.
В Японии проституция законна, за исключением гетеросексуальных вагинальных половых контактов. В Индии проституция легальна только в том случае, если она осуществляется в частной резиденции секс-работницы или другого лица.
Единственной страной в Азии, принявшей Шведскую модель борьбы с проституцией, и, следовательно, законодательно (закон вступил в действие в 2020 году) криминализировавшей покупку услуг проституции, является Израиль.

#### В Японии
В Японии проституция существовала с давних времён в типичных для любого общества формах. Но в 1617 году, по инициативе одного из владельцев публичных домов, сёгун Токугава Иэясу реорганизовал секс-индустрию Токио, переселив всех проституток (юдзё) в отдельный городской квартал Ёсивара. Впоследствии аналогичным образом поступили и во многих других японских городах, где тоже появились «весёлые кварталы». Развлечением посетителей «весёлого квартала» песнями, танцами, музыкой, беседой стали заниматься особые люди — гейши, причём первоначально в роли гейш выступали мужчины. В 1751 году в Киото, а в 1761 году в Токио появились первые женщины-гейши, а впоследствии женщины полностью вытеснили мужчин из этой профессии. Вопреки распространённому заблуждению, гейши проститутками в прямом смысле этого слова не являлись — в отличие от юдзё, гейши не имели права оказывать клиентам сексуальные услуги (по крайней мере, официально), поскольку им не выдавались правительственные лицензии на занятие проституцией.
С 1957 года в Японии проституция официально запрещена, однако, как и в любой другой стране, она существует в подпольном (бани, бары, чайные домики) и «любительском» видах. Легально существуют «фудзоку» — заведения, где оказывают услуги сексуального характера, не связанные с совершением полового акта (стриптиз, эротический массаж), и которые тоже могут являться прикрытием для подпольной проституции. Подростковой проституцией нередко занимаются когяру, зарабатывая таким образом на модную одежду и аксессуары.
Специфическая для Японии форма проституции — эндзё-косай, когда старшеклассницы за деньги встречаются со взрослыми мужчинами. Такие встречи, по взаимному согласию, могут сопровождаться половой близостью, но могут ограничиваться и просто совместным времяпрепровождением: прогулками, посещением кино, ресторана и т. д. Существует ещё одна форма «околосексуального» заработка, практикуемая обычно молодыми девушками — продажа ношенного, но не стиранного белья в магазины бурусэра, где его покупают фетишисты.

### Проституция в Европе

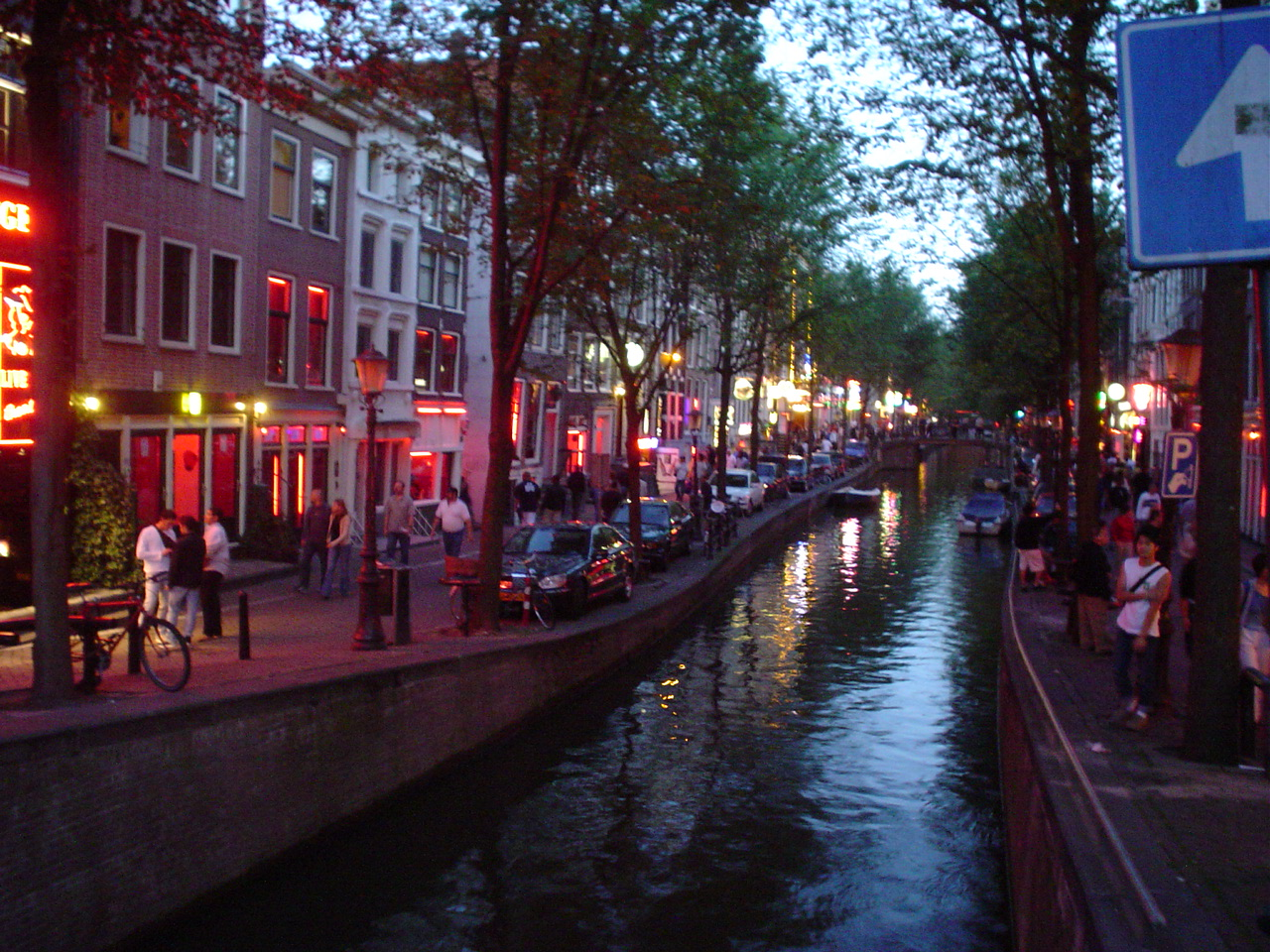
Квартал красных фонарей (Де Валлен), Амстердам

Проституция полностью легализована в восьми странах Европы (Нидерланды, Германия, Австрия, Швейцария, Греция, Турция, Венгрия и Латвия).
В Швеции, Северной Ирландии, Норвегии, Исландии и Франции покупка секс-услуг преследуется по закону (таким образом, преступление совершает клиент, но не секс-работница, оказывающая услуги).
Применение законов о борьбе с проституцией разнится в странах Европейского союза. Например, в Бельгии публичные дома запрещены законом, но на практике к ним относятся терпимо и они действуют довольно открыто, а в некоторых частях страны ситуация аналогична таковой в соседних Нидерландах.

### Проституция в Океании
Отношение к проституции в Океании сильно разнится от региона к региону. В Американском Самоа проституция незаконна, в то время как в Новой Зеландии большинство аспектов секс-работы декриминализовано согласно акту парламента о реформе проституции от 2003 года.

### Проституция в России и СССР

#### До 1917 года

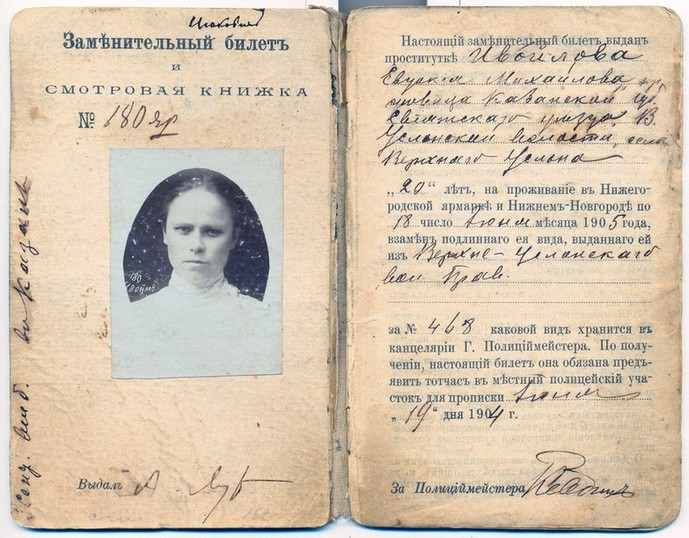
Удостоверение на право работы проституткой на Нижегородской ярмарке на 1904—1905 годы

Судебник 1589 года определял для проституток компенсацию за оскорбление («бесчестие») минимальной из всех возможных — 2 деньги, наравне с ведьмами.
В начале XVII века Пётр Петрей отмечал, что бедные или мелкие дворяне промышляют продажей своих жён, беря за услугу 2 или 3 талера. В России проституция преследовалась по закону начиная с 1649 г., когда Алексей Михайлович приказал городским объездчикам следить, «накрепко, чтобы в городе, на посаде, и в уезде… и в деревнях […] блядни […] ни у кого не было».
В 1728 и 1736 годы принимались меры против тайных публичных домов. 6 мая 1736 года своим указом Сенат установил, что в случае обнаружения подпольного публичного дома проституток полагалось «высечь кошками и из тех домов их выбить вон». При Елизавете в Петербурге, на Вознесенской улице, появился первый роскошно обставленный публичный дом, открытый в богатом особняке немкой из Дрездена; однако закончилось его существование тем, что девушка, завербованная туда обманом, подала прошение императрице, результатом чего явился новый указ, вышедший в августе 1750 года против публичных домов, предписывающий «тех скрывающихся непотребных жён и девок, как иноземок, так и русских, сыскивать, ловить и приводить в главную полицию, а оттуда с запискою присылать в комиссию в Калинкинский дом».
Екатерининский «Устав благочиния» (8 апреля 1782) более либерален: он назначает для публичных домов особые кварталы в Петербурге, вместе с тем наказывая сводничество смирительным домом и запрещая превращать в бордели частные дома. О первом аристократическом борделе рассказывает дело 1753 года, возбуждённое против содержательницы тайного притона, немки из Дрездена, обосновавшейся в Петербурге. Работницы заведения были иностранками. Павел I предписал проституткам носить жёлтую одежду (этот указ был отменён с его смертью). Нравы публичного дома начала XIX века и облава полиции ярко описаны в поэме Полежаева «Сашка».
В 1843 году проституция была объявлена терпимой. Согласно Правилам содержательницам борделей, утверждённых министром внутренних дел 29 мая 1844 года бордели можно было открывать только с разрешения полиции, причём вводился возрастной ценз для содержательниц борделей — «только женщина средних лет — от 30 до 60», а также для приёма проституток в бордель — «не принимать моложе 16 лет». Также существовал запрет приёма клиентов содержательницами публичных домов «по воскресным и праздничным дням […] до окончания обедни».
Полиция должна была выискивать женщин, сделавших из проституции ремесло, ставить их на учёт и подвергать медицинскому освидетельствованию; для этих целей в Петербурге, Москве и некоторых других крупнейших городах были созданы особые врачебно-полицейские комитеты. Проститутка была обязана являться в полицию и подвергаться освидетельствованию и медицинскому осмотру 2 раза в неделю (норма была отменена в 1909 году). У проститутки отбирался паспорт и взамен выдавалось особое свидетельство, в просторечии называвшееся «жёлтый билет». Было две основные категории проституток: билетные (работающие в публичном доме) и бланковые (работающие на съёмных квартирах под присмотром сутенёров). В России в 1890 г. домов терпимости было отмечено 1262, тайных притонов 1232, проститутных домов терпимости 15 365, одиночек 20 287 (это — минимальные цифры, фактически, видимо, больше). Публичные дома в России делились на три категории. В борделях высшей категории за визит платили 100 рублей, а суточная норма была 5—6 человек. В борделях средней категории — суточная норма 10—12 человек при цене 1—7 рублей. Низшей — 30—50 копеек при суточной норме 20 человек и более.

#### В советскую эпоху

##### После революции
Сразу же после Февральской революции все нормы полицейской регламентации проституции были отменены. «Труженицы пола» пытались создавать свои профсоюзы и отстаивать свои права наряду с другими профессиями, о чём свидетельствует, в частности, поэма А. А. Блока «Двенадцать» («И у нас было собрание Вот в этом здании. Обсудили, постановили: На время — десять, на ночь — двадцать пять»). Советское правительство, исходя из идеологических представлений, преследовало проституток во время «военного коммунизма» (Ленин, в числе экстренных мер по предотвращению восстания в Нижнем Новгороде, требовал «вывезти и расстрелять сотни проституток, спаивающих солдат»). В 1919 году в Петрограде был создан концлагерь принудительных работ для женщин; 60 % его заключённых были женщинами, подозревавшимися в торговле телом. В то же время делались попытки социализации проституток как «жертв капиталистического строя». В конце 1919 года была создана Комиссия по борьбе с проституцией при Наркомате здравоохранения, а затем Междуведомственная комиссия по борьбе с проституцией при Наркомате соцобеспечения, выработавшая «Тезисы по борьбе с проституцией». С началом НЭПа проституция переживает новый всплеск. Были попытки вновь ввести обязательные медицинские освидетельствования проституток. Попытки милицейско-репрессивной борьбы с проституцией (облавы и т. п.) соединялись с идеями социальной профилактики, отстаивавшимися Центральной комиссией по борьбе с проституцией при Наркомздраве; в ходе последней программы для социализации проституток создаются особые профилактории. В принятый 11 июня 1922 года УК РСФСР были включены статьи, вводившие уголовную ответственность за принуждение к занятию проституцией, «за сводничество и содержание притонов разврата». В 1924 году к уголовной ответственности было привлечено 618 человек, в 1925 году — 813.

#### Преследование проституции в СССР
Проституток начали вновь жёстко преследовать с 1929 года. Вводится система, согласно которой проституток отправляли в контролировавшуюся НКВД систему «специальных учреждений принудительного трудового перевоспитания» — артелей, мастерских открытого типа, полузакрытых трудпрофилакториев и загородных колоний специального режима; в случае рецидива после освобождения из колонии женщин порой отправляли в лагеря НКВД. Крупнейшая колония для проституток помещалась в Троице-Сергиевом монастыре. Режим в профилакториях ужесточается, в 1937 году профилактории для бывших проституток были переведены в систему ГУЛАГа. Если в начале 1930-х годов подозреваемые в проституции подвергались административным высылкам, то с развёртыванием Большого Террора их стали посылать в ИТЛ по сфабрикованным обвинениям. Проституток теперь начинают относить к «классовым врагам». В то же время всякая информация о проституции со страниц прессы исчезает, что создаёт впечатление искоренения этого явления.
 Организованные формы проституции в сталинские времена были уничтожены. Считалось, что проституция «как распространённое социальное явление» не может существовать в социалистическом обществе, ввиду того, что для неё исчезли социальные условия; поэтому имеющиеся отдельные нетипичные случаи есть результат пережиточных личностных отклонений; проституция рассматривалась как форма паразитического существования. Особые статьи, наказывающие за проституцию, в советских кодексах до 1987 года отсутствовали, но проститутки могли подвергаться преследованиями по другим статьям уголовного и административного кодексов. Непосредственно уголовному преследованию подвергалось вовлечение несовершеннолетних в проституцию, сводничество и содержание притонов. Организованные формы проституции отсутствовали. Имела место скрытая проституция, в виде, например, «обработки» отдыхающих на курортах. По мнению Евгения Паршакова, в 1970-е годы наблюдалось усиление проституции.

###### Перестройка и проституция
Во время перестройки наличие проституции как социального явления было вновь признано. Журналист Евгений Додолев стал первооткрывателем темы, ранее табуированной в советской прессе. Эти первые в СССР статьи о проституции — «Ночные охотницы» (24 октября 1986) и «Белый танец» (19 и 21 ноября 1986) — вывели «Московский комсомолец» на общесоюзный уровень цитирования, подняли тираж на рекордный уровень. Как следствие, 29 мая 1987 года в Административный кодекс была внесена статья 164-2, карающая за занятие проституцией штрафом в 100 рублей (в то время — месячная зарплата низкоквалифицированного рабочего).
Аналогичная статья сохранилась и в современном законодательстве.
Позднее журналист представлял российскую (советскую) сторону в документальном проекте Би-би-си о проституции в России: фильм Prostitutki (1990 год) продюсера Оливии Лихтенстайн (англ. Olivia Lichtenstein) стал одной из самых известных работ британского телевидения того периода. Вот как об этом пишет И. С. Кон:
Заговор молчания был прорван в ноябре 1986 года сенсационным очерком Евгения Додолева «Белый танец» в газете «Московский комсомолец» о райской жизни валютных проституток… За первой статьёй последовали другие, столь же сенсационные...
Следует констатировать, что журналистом популяризовано было не только запоминающееся словосочетание ночные бабочки,
но и стоя́щее за ним явление:
при анонимном анкетировании старших школьников в Риге и Ленинграде в 1989 году валютная проституция оказалась в десятке наиболее престижных профессий, что отмечалось почти во всех телевизионных передачах той поры, посвящённых проституции.
В западных СМИ словосочетание порой воспроизводилось без перевода: Las mujeres de la noche en Rusia.
Тогда же проституция вновь находит отражение в культуре, примером чего являются, в частности, фильм «Интердевочка»
и песня, посвящённые «валютным» проституткам: Олег Газманов после публикации написал композицию «Путана»,
которая на протяжении десятилетия входила в хит-парады:
Путана, путана, путана — ночная бабочка, ну кто же виноват…
Исполнение этой песни признано главной удачей певца, «популярность её была оглушительна».
Композиция настолько «понравилась столичным проституткам, что они пообещали автору в качестве подарка бесплатное обслуживание», но композитор этой услугой не воспользовался[значимость факта?]. «Ночные бабочки» — с той поры признанная идиома.

##### После распада СССР
В 1990-е произошёл значительный рост уровня проституции. Энциклопедия «Кругосвет» отмечает,
что по одним данным, в современной России насчитывается около 180 тыс. проституток, из которых примерно 30 тыс. находятся в Москве;
по другим, только в Москве проституцией занимаются 80—130 тыс. женщин (по сравнению с 80—90 тыс. в Великобритании).
В 1990-е в России появились детская и мужская проституция, во времена СССР практически неизвестные.
Подавляющая часть женщин-проституток в современной России являются гражданками Молдавии, Украины, Белоруссии и некоторых других стран с относительно низким уровнем жизни населения.
В современной России проститутки делятся на несколько каст:
- уличные проститутки,
- работницы борделей (чаще всего маскирующихся под «массажные салоны» и пр.),
- «девушки по вызову»,
  - работающие в «агентствах»,
  - индивидуалки,
- гостиничные проститутки,
- т. н. эскортницы — модели и прочие, сдающиеся богатым бизнесменам, которым необходимо появиться с сопровождающей на светском рауте (секс-услуги в данном случае в договор не входят, но могут оказываться за дополнительную плату)[2][63].

Согласно некоторым СМИ, представители милиции без предъявления обвинений задерживают на длительный срок девушек, подозреваемых ими в проституции, и насилуют их, организуя так называемые «субботники» (недоступная ссылка).
В редких случаях за оказание сексуальных услуг сотрудники силовых ведомств предоставляют проституткам «крышу».

##### Проституция в современном праве

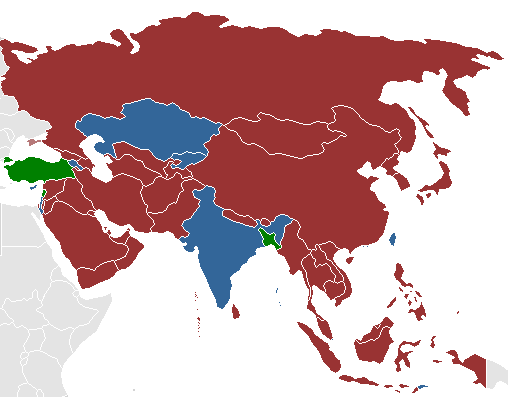
Проституция легальна
Запрещены бордели и сутенёрство
Проституция запрещена
Нет данных

В соответствии со ст. 6.1 КоАП РФ, занятие проституцией влечёт наложение административного штрафа в размере от одной тысячи пятисот до двух тысяч рублей.
КоАП РФ не раскрывает понятия «проституция», однако принятым значением является «предоставление сексуальных услуг за плату», но это определение не раскрывает ряда нюансов, которые приводит Большой юридический словарь под редакцией профессора А. Я. Сухарева:

Вступление за плату в случайные, внебрачные сексуальные отношения, не основанные на личной симпатии, влечении. Характерным признаком П. является систематичность сексуальных отношений с различными партнёрами (клиентами) и предварительная договорённость об оплате (хотя цена может быть заранее не названа). П. является, как правило, основным или даже единственным источником доходов лица, занимающегося ею. Заниматься П. могут и женщины, и мужчины.

Так, к примеру, пункт «b» статьи 2 Факультативного протокола к Конвенции ООН о правах ребёнка, касающийся торговли детьми, детской проституции и детской порнографии, от 25 мая 2000 года определяет детскую проституцию как использование ребёнка в деятельности сексуального характера за вознаграждение или любую иную форму возмещения. На практике проституция может пониматься как не основанное на личных симпатиях и влечении неоднократное вступление за плату в сексуальные отношения с различными партнёрами.
Объектом правонарушения являются здоровье, санитарно-эпидемиологическое благополучие населения и общественная нравственность (глава 6 КоАП РФ). Субъектом правонарушения может быть любое физическое лицо, достигшее возраста вменяемости, установленного ст. 2.3 КоАП РФ — 16 лет. Формой вины является умысел.
Помимо ответственности за занятие проституцией, КоАП РФ предусматривает ответственность и за получение дохода от занятия проституцией, если этот доход связан с занятием другого лица проституцией (то есть за сутенёрство), в виде наложения административного штрафа в размере от двух тысяч до двух тысяч пятисот рублей или административного ареста на срок от десяти до пятнадцати суток.
Организация проституции карается уголовными санкциями. По ст. 241 УК РФ:

1. Деяния, направленные на организацию занятия проституцией другими лицами, а равно содержание притонов для занятия проституцией или систематическое предоставление помещений для занятия проституцией —
наказываются штрафом в размере от ста тысяч до пятисот тысяч рублей или в размере заработной платы или иного дохода осуждённого за период от одного года до трёх лет, либо ограничением свободы на срок до трёх лет, либо лишением свободы на срок до пяти лет.
2. Те же деяния, совершённые:
а) лицом с использованием своего служебного положения;
б) с применением насилия или с угрозой его применения;
в) с использованием для занятия проституцией заведомо несовершеннолетних, —
наказываются лишением свободы на срок до шести лет.
3. Деяния, предусмотренные частями первой или второй настоящей статьи, совершённые с использованием для занятия проституцией лиц, заведомо не достигших четырнадцатилетнего возраста, —
наказываются лишением свободы на срок от трёх до десяти лет.

### Проституция в исламских странах
Нормы интимных отношений строго регулируются исламскими догмами и предписаниями. Сексуальные контакты вне брака считаются запрещённым и «греховным» поступком; прелюбодеяние строго осуждается.
Проституция в Саудовской Аравии запрещена в любой форме, и карается тюремным заключением и телесным наказанием в виде порки плетью. В Объединённых Арабских Эмиратах, Ираке, Иране, Афганистане, Брунее, Египте, Катаре, Йемене, Узбекистане, Сомали, Мавритании, Бахрейне и Омане проституция незаконна. В отдельных исламских странах, например в Алжире и Таджикистане, запрещено содержание публичных домов, однако сама секс-работа не является нелегальной.
Однако проституция, с подстройкой под религиозные догматы, выжила даже в мусульманских странах. Проституция может оформляться и как временный брак на одну ночь (мут’а), который формально даёт право на секс и махр («свадебный подарок»). Такой «временный брак» считают разрешённым шииты, у суннитов он запрещён, поскольку не отвечает основному назначению брака, каковым считается рождение и воспитание потомства.
Ещё не состоящие в браке за прелюбодеяние наказываются поркой, состоящие в браке за это (уже супружеская измена) караются смертной казнью через раджм (стоит заметить, однако, что, согласно шариату, такое наказание возможно только при наличии признания или четырёх свидетелей).

### Проституция в Южной и Северной Америке
Законы о секс-работе в Южной и Северной Америке разнятся от страны к стране.
Одно государство, США, уникально тем, что признание легальности проституции остаётся не за федеральным правительством, а за правительством штата, территории или округа. Официально проституция разрешена только в одном штате США — Неваде, что не означает её фактического отсутствия в других штатах.

## Риски для здоровья
Проституция — один из весомых путей распространения заболеваний, передающихся половым путём (ЗППП).
Согласно статистике, в Санкт-Петербурге (Россия) ВИЧ-инфицированы 48 % уличных проституток, в Москве — 12 %, в Екатеринбурге — 14 %. Столь большая разница между Санкт-Петербургом и Москвой объясняется тем, что в Москве уличной проституцией занимаются в основном приезжие и происходит своего рода «ротация кадров», а в Санкт-Петербурге этим занимаются в основном местные жительницы (в том числе наркоманки).
Проведённое  фондом «Антиспид»  статистическое исследование девушек по вызову и работниц борделей (опросы и мед. обследования девушек) выявило, что среди этой категории проституток ВИЧ-инфицированы 17 % девушек. Это объясняется тем, что даже у них презерватив используется не во всех 100 % случаев платного секса, а только в 80 % случаев. Соответственно, в 20 % случаев они оказывают секс-услуги без презерватива.
При этом, многие из обследованных в ходе исследования девушек, узнав, что они ВИЧ-инфицированы, будучи мигрантками (гастарбайтершами), отказались от предложенного им лечения, так как российское законодательство предписывает Федеральной миграционной службе (ФМС) выдворить их из России, и впоследствии им, как ВИЧ-инфицированным, будет закрыт легальный въезд в Россию.
40—45 % проституток позитивны на антиспермальные антитела, являющиеся одной из причин бесплодия. Факторами, способствующими образованию антиспермальных антител у женщин, являются: нарушение целостности слизистых оболочек, сперматозоиды партнёра с АСА, незащищённый анальный секс, инфекции.

## Проституция и психоактивные вещества
Потребление психоактивных веществ и проституция имеют прямую корреляцию.
У секс-работниц низкого класса, как правило, потребление психоактивных веществ предшествует проституции, а работа в этой сфере связана скорее с острой экономической необходимостью. Основным веществом выбора у них являются депрессанты (особенно героин). Элитные секс-работницы чаще выбирают психостимуляторы, при этом занятие проституцией предшествует употреблению психоактивных веществ.
Исследователи обнаружили, что психоактивные вещества помогают секс-работницам противостоять постоянному эмоциональному и физиологическому стрессу. Героин может использоваться для приспособления к жизни, которую они воспринимают в негативных красках; кокаин и другие психостимуляторы позволяют поддерживать высокий уровень бодрствования и повышают уверенность при разговоре с незнакомыми людьми. Девушки по вызову в Нью-Йорке употребляют алкогольные напитки с целью повышения способности самозащиты от оскорблений, как эмоционально, так и физически.

## Дискриминация
Хорфобия (англ. whorephobia) — негативное отношение к людям, вовлечённым в проституцию, которое может выражаться в форме институционализированной дискриминации, отвращения, ненависти и насилия. Секс-работницы находятся под риском нарушений прав человека, включая изнасилование, домогательства, торговлю, произвольный арест и задержание, отсутствие правовой защиты, отказ в медицинском обслуживании, принудительное выселение из дома, принудительное тестирование на ВИЧ.
Социальная стигматизация секс-работниц часто связана с неправильным пониманием людей, работающих в различных сферах секс-индустрии, а также со страхом. Её последствие — поддержка существования культуры изнасилования и слатшейминга. Для избегания стигматизации и предвзятого отношения секс-работницы могут скрывать свою профессию от лиц, не вовлечённых в эту сферу, а также социально изолироваться и создавать альтер эго для работы.
Хорфобия и дискриминация секс-работниц также встречается со стороны исключающих секс-работниц радикальных феминисток (англ. SWERF, sex worker exclusionary radical feminists). Трансгендерные секс-работницы особенно сильно подвержены опасности насилия на почве ненависти по причине пересечения трансфобии и хорфобии.
Люди, выступающие в защиту секс-работниц утверждают, что они должны обладать всей полнотой прав и свобод человека, включая трудовые права (как и другие работающие люди). Для привлечения внимания к проблеме дискриминации секс-работниц были провозглашены специальные международные дни — Международный день прав секс-работниц (3 марта), Международный день секс-работниц (2 июня), Международный день защиты секс-работниц от насилия и жестокости (17 декабря).

## В культуре

### В литературе
- «Счастливая куртизанка, или Роксана» — роман Даниеля Дефо
- «Сводня грустно за столом...» — стихотворение Александра Пушкина
- «Дама с камелиями» — роман Александра Дюма (сына)
- «Надежда Николаевна» — рассказ Всеволода Гаршина
- «Еду ли ночью по улице темной...» — стихотворение Николая Некрасова
- «В порту» — рассказ Ги де Мопассана
- «Нана» — роман Эмиля Золя
- «Воскресение» — роман Льва Толсто́го
- «Грёзы» — рассказ Владимира Гиляровского
- «Девочка» — рассказ Максима Горького
- «Светло-серое с голубым» — рассказ Максима Горького
- «Женщина с голубыми глазами» — рассказ Максима Горького
- «Горемыка Павел» — повесть Максима Горького
- «Христиане» — рассказ Леонида Андреева
- «Яма» — повесть Александра Куприна
- «Преступление и наказание» — роман Фёдора Достоевского
- «Блеск и нищета куртизанок» — одно из произведений цикла «Человеческая комедия» Оноре де Бальзака
- «Пышка» — новелла Ги де Мопассана
- «Отверженные» — роман Викто́ра Гюго
- «Чёрный обелиск» — роман Эриха Марии Ремарка
- «Одиннадцать минут» — роман Паоло Коэльо
- «Петербургские трущобы» — роман Всеволода Крестовского
- «Гулящая» — роман Панаса Мирного
- «Интердевочка» — повесть Владимира Кунина

### В музыке
- «Травиата» — опера Джузеппе Верди
- «All That She Wants» — песня группы Ace of Base
- «Cocksucker Blues» — песня Мика Джаггера
- «Lalena» — песня Донована
- «Roxanne» — песня группы The Police
- «Strange Kind of Woman» — песня группы Deep Purple
- «Доллары и марки» — песня Александра Харчикова
- «Купи девчоночку» — песня Ирины Аллегровой
- «Путана» — песня Олега Газманова

### В кинематографе и на телевидении

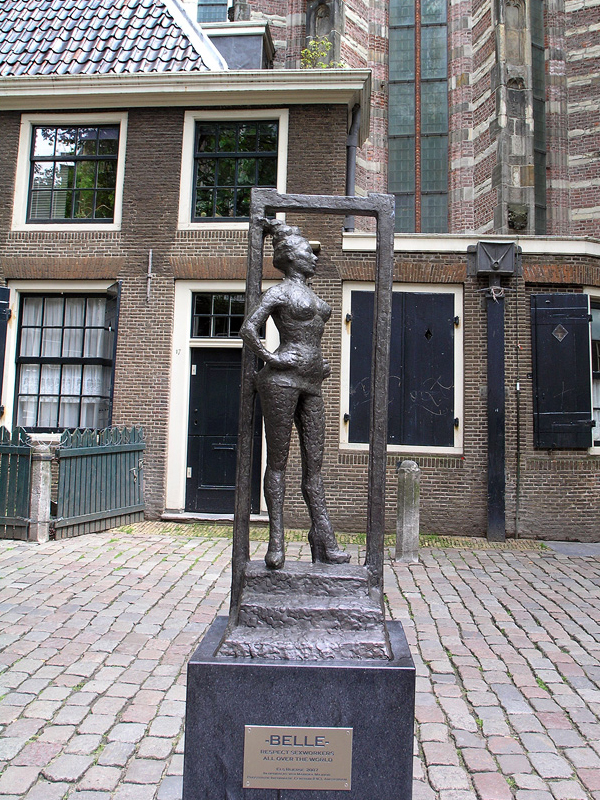
Скульптура секс-работницы
(Амстердам)

- «Блеск и нищета куртизанок» — телесериал Мориса Казнёва
- «Девушка по вызову» — фильм Стивена Содерберга
- «Дневная красавица» — фильм Луиса Бунюэля
- «Жёлтый билет» — фильм Юджена Иллеса, Виктора Янсона и Пола Л. Стайна
- «Интердевочка» — фильм Петра Тодоровского
- «Красотка» — фильм Гарри Маршалла
- «Маккейб и миссис Миллер» — фильм Роберта Олтмана
- «Мост Ватерлоо» — несколько одноимённых фильмов
- «Нана» — несколько одноимённых фильмов
- «Ночи Кабирии» — фильм Федерико Феллини
- «Перевернуть страницу» — фильм Юнаса Окерлунда
- «Преступление и наказание» — фильм Льва Кулиджанова
- «Признания стриптизёрши» — фильм Майка Седана
- «Полуночный ковбой» — фильм Джона Шлезингера
- «Пышка» — фильм Михаила Ромма
- «Солдатские девки» — фильм Валерио Дзурлини
- «Спрятать Викторию» — фильм Дэна Чанандера
- «Точка» — фильм Юрия Мороза
- «Шлюха» — несколько одноимённых фильмов
- «Эскортницы» — фильм Марии Садовской
- «Я, Дэниел Блейк» — фильм Кена Лоуча
- «Яма» — фильм Светланы Ильинской

### В скульптуре
В Амстердаме установлена скульптура Belle перед Ауде керк в квартале красных фонарей. На постаменте написано: «Уважайте секс-работниц всего мира» (англ. Respect sex workers all over the world).

### В политике
- Политическая проститутка — клише, используемое для обозначения беспринципного политического деятеля.